# 埃爾伊克·洛望
埃爾伊克·洛望（英語：Erick Rowan，1981年11月28日—），本名約瑟夫·路得（英語：Joseph Ruud），前世界摔角娛樂（WWE）旗下職業摔角選手，且為前外耶特家族成員。已於2020年4月16日被釋出。

## 曾獲頭銜
在埃爾伊克·洛望的摔角事業中，洛望曾是1次NXT雙打冠軍和1次WWE SmackDown雙打冠軍（皆與盧克·哈波爾）。